# Jack Bowers
John William Anslow Bowers (22. února 1908, Scunthorpe - 4. července 1970, Lichfield) byl anglický fotbalista. Hrál na postu útočníka, zejména za Derby County FC.

## Hráčská kariéra
Jack Bowers hrál na postu útočníka za Scunthorpe & Lindsey United, Derby County FC a Leicester City FC.
Za Anglii hrál 3 zápasy a dal 2 góly.

## Úspěchy
Individuální
- Král střelců 1. anglické ligy: 1932/33, 1933/34
- Král střelců 2. anglické ligy: 1936/37